# Scott McNeil
Scott McNeil (Brisbane, 15 settembre 1962) è un attore e doppiatore australiano naturalizzato canadese, specializzato nel doppiaggio di serie d'animazione statunitensi e giapponesi.

## Biografia

### Inizi
Nato a Brisbane, Australia, McNeil si è trasferito a Vancouver quando aveva 4 anni.
Appare per la prima volta sul palco all'età di tre anni.
A 12 anni, dopo un viaggio a Disneyland, scopre la professione del doppiatore nel momento in cui si rende conto che Paul Frees, la cui voce salutava i visitatori che entravano nella Haunted Mansion, era la stessa persona che dava la voce al Pillsbury Doughboy.
Prosegue gli studi di teatro presso lo Studio 58. In seguito lavora come sosia di Elvis Presley per un breve periodo. A diciotto anni incomincia la carriera di doppiatore quando un direttore del casting, dopo averlo incontrato, gli comunica che se l'avesse conosciuto prima lo avrebbe assunto per prestare la voce al cartone animato di G.I. Joe.

### Carriera
McNeil ottiene il suo primo ruolo al doppiaggio della serie animata He-Man, mentre il primo anime a cui presta la voce è Project A-ko.
Successivamente prende parte a vari film, a qualche episodio di Highlander e dà la voce a numerosi personaggi di Biocombat, che descrive come il lavoro di cui è più orgoglioso. In Dragon Ball Z McNeil è la voce americana di Piccolo e numerosi altri personaggi. Tra i suoi lavori più noti vi sono anche Mobile Suit Gundam Wing e Ranma ½.
Scott ha doppiato Wolverine in X-Men: Evolution, Koga in InuYasha, Hohenheim in Fullmetal Alchemist, Foghorn Leghorn in Baby Looney Tunes, vari personaggi in Highlander - Vendetta immortale e Storm in Storm Hawks. È inoltre apparso in vari film live action tra cui Scooby-Doo 2 - Mostri scatenati e, nell'ottobre 2007, si è stimato abbia dato voce a 8500 personaggi differenti.

## Filmografia

### Anime
- Galaxy Express 999 - Capitan Harlock
- Black Lagoon - Verrocchio
- Death Note - vari Shinigami (Ep-9)
- Dragon Ball Z - Piccolo e vari altri
- Elemental Gerad - Beazon
- I cieli di Escaflowne - Jajuka
- Fullmetal Alchemist - Van Hohenheim
- Hamtaro - Mr. Yoshi
- InuYasha - Koga
- Jin-Roh: Uomini e lupi - vari
- Master Keaton - vari
- MegaMan NT Warrior - vari
- Mobile Suit Gundam (serie) - vari
- Project A-ko - Capitan Napapolita
- Ranma ½ - Preside Kuno
- Samurai 7 - Tanomo
- Shakugan no Shana - Orgon
- Sword of the Stranger - Luo Lang
- Saiunkoku Monogatari - vari
- Transformers (serie) - vari
- Zoids - vari

### Cartoni animati
- T-Rex - Bubba, Addar
- Baby Looney Tunes - Foghorn Leghorn
- Barbie e il lago dei cigni - Peddler
- Barbie Fairytopia - Ruby
- Battletoads - Generale Slaughter
- Rombi di tuono e cieli di fuoco per i Biocombat - vari
- Billy the Cat
- Universi paralleli per Bucky O'Hare - Frax, Deadeye Duck
- Un videogioco per Kevin - vari
- Conan - Greywolf, Wrath-Amon
- Leone il cane fifone - Dogg
- I gemelli Cramp - vari
- Dragon Booster - Cain
- Draghi e draghetti - vari
- Cappuccetto rosso (film 1995) - Lupo
- Due draghi per una cintura nera  - vari
- El Tigre - vari
- I Fantastici Quattro - Annihilus
- Il cane Mendoza
- G.I. Joe (serie) - vari
- He-Man and the Masters of the Universe - vari
- Hulk Vs.- vari
- Krypto the Superdog - Asso
- Tex Avery Show - Amanda
- Martin Mystère - You do Voodoo
- He-Man - vari
- Roswell Conspiracies - Nick Logan, Ruck
- Storm Hawks - Storm
- X-Men: Evolution - Wolverine
- Dragons: Fire and Ice - Stendhal

## Doppiatori italiani
Nelle versioni in italiano delle opere in cui ha recitato, Scott McNeil è stato doppiato da:
- Michele D'Anca in Stargate SG-1 (ep. 6x05)
- Sandro Acerbo in Stargate SG-1 (ep. 10x09)
- Stefano Alessandroni in Supernatural
- Stefano Santerini in Psych
- Antonino Saccone in Supergirl
- Daniele Valenti in Tracker

Da doppiatore è stato sostituito da:
- Claudio Moneta in Rombi di tuono e cieli di fuoco per i Biocombat (Waspinator), Roswell Conspiracies, NASCAR Racers
- Ivo De Palma in Due draghi per una cintura nera, Re Artù e i Cavalieri della tavola rotonda
- Roberto Draghetti in Bionicle: Mask of Light (Than), Barbie e il castello di diamanti
- Marco Balzarotti in Conan: The Adventurer (Zula)
- Vittorio Bestoso in Conan: The Adventurer (Iracond)
- Gianfranco Gamba in Mummies Alive! - Quattro mummie in metropolitana
- Riccardo Lombardo in Extreme dinosaurs - Quattro dinosauri scatenati
- Caterina Rochira in Tex Avery Show
- Diego Sabre in Rombi di tuono e cieli di fuoco per i Biocombat (Rattilus)
- Marco Pagani in Rombi di tuono e cieli di fuoco per i Biocombat'' (Silverbolt)
- Fabrizio Manfredi in Transformers: Beast Machines (Silverbolt)
- Vittorio Stagni in Transformers: Beast Machines (Waspinator)
- Sergio Romanò in Casper e il Natale
- Mario Zucca in X-Men Evolution
- Angelo Nicotra in Bionicle: Mask of Light (Ohnua)
- Ciro Emanuele Sponzilli ne Alla ricerca di Babbo Natale (Lord Marmittons)
- Giancarlo De Angeli ne Alla ricerca di Babbo Natale (Tom la bomba)
- Mauro Bosco in Transformers Energon (Jetfire)
- Marco Baroni in Transformers Energon (Strong Arm)
- Marco Balbi in Johnny Test
- Giuliano Santi in Krypto the Superdog
- Oliviero Corbetta ne La Banda dei Super Cattivi